# Belvoir Seedling (manzana)
Belvoir Seedling es el nombre de una variedad cultivar de manzano (Malus domestica).
Fue criado por W.H. Buzos, plántula de Parental-Madre 'Annie Elizabeth' polinizado por 'Dumelow's Seedling' en Belvoir Castle, Leicestershire, Inglaterra. Recibido por National Fruit Trials en 1935. Las frutas tienen pulpa firme y fina con un sabor dulce a subácido. Cocina bien.

## Sinonimia
- "Belvoir Castle".

## Historia
'Belvoir Seedling' es una variedad de manzana procedente de una plántula de Parental-Madre 'Annie Elizabeth'  polinizado como Parental-Padre por 'Dumelow's Seedling'. Criado por el jardinero jefe W H Divers en el Belvoir Castle, Leicestershire, Inglaterra, (Reino Unido) 1841. Recibido por el "National Fruit Trials"-(Probatorio Nacional de Frutas) en 1935.
'Belvoir Seedling' se cultiva en la National Fruit Collection con el número de accesión: 1935-008 y Accession name: Belvoir Seedling.

## Características
'Belvoir Seedling' tiene un tiempo de floración que comienza a partir del 14 de mayo con el 10% de floración, para el 14 de mayo tiene una floración completa (80%), y para el 22 de mayo tiene un 90% de caída de pétalos.
'Belvoir Seedling' tiene una talla de fruto medio; forma aplanada, altura 47.50 mm y anchura 65.00 mm; con nervaduras débiles a medias; epidermis brillante con color de fondo amarillo pálido, importancia del sobre color medio, con color del sobre color rojo, con sobre color patrón en más de la mitad de la manzana tiene un color rojo pálido sobre la que hay rayas rojas brillantes quebradas. Las lenticelas de color claro son visibles en la cara sonrojada, "russeting" (pardeamiento áspero superficial que presentan algunas variedades) muy bajo; cáliz de tamaño pequeño y bien cerrado, ubicado en una cuenca ancha y poco profunda que a menudo está rodeada por una corona ligeramente abultada; pedúnculo corto y delgado, colocado en una cavidad moderadamente profunda y en forma de embudo; carne de color amarillento, tienen pulpa firme y fina con un sabor dulce a subácido.
Su tiempo de recogida de cosecha se inicia a principios de octubre. Se conserva bien durante dos meses en cámara frigorífica.

## Usos
Excelente manzana que se utiliza con frecuencia para hacer jugo. También hace una salsa ligeramente agria.

## Ploidismo
Diploide, auto estéril. Grupo de polinización: D, Día 14.